# Megachile swarbrecki
Megachile swarbrecki är en biart som beskrevs av Rayment 1946. Megachile swarbrecki ingår i släktet tapetserarbin, och familjen buksamlarbin. Inga underarter finns listade i Catalogue of Life.